# Fritz Heid
Fritz Heid (* 5. Dezember 1916 in Sissach, Kanton Basel-Landschaft; † 12. Januar 2010 ebenda; heimatberechtigt in Arisdorf) war ein Schweizer Grafiker, Innenarchitekt, bildender Künstler und Bildhauer.

## Leben und Werk
Heid absolvierte eine Malerlehre und liess sich anschliessend an der Allgemeinen Gewerbeschule Basel zum Grafiker ausbilden. Später trat er mit seinem Bruder Ernst in das väterliche Schreinergeschäft «Ernst Heid AG» ein. In diesem war er als Innenarchitekt und Werbeleiter tätig. Heid schuf Siebdrucke, Zeichnungen, Holz- und Linolschnitte, Aquarelle, Illustrationen, Bühnenbilder, Bronzeplastiken und Steinskulpturen. Er war u. a. mit Fritz Bürgin, Ugo Cleis und Eugen Häfelfinger befreundet. Heid war mit der Künstlerin Julia Ris verheiratet.